# Bazas

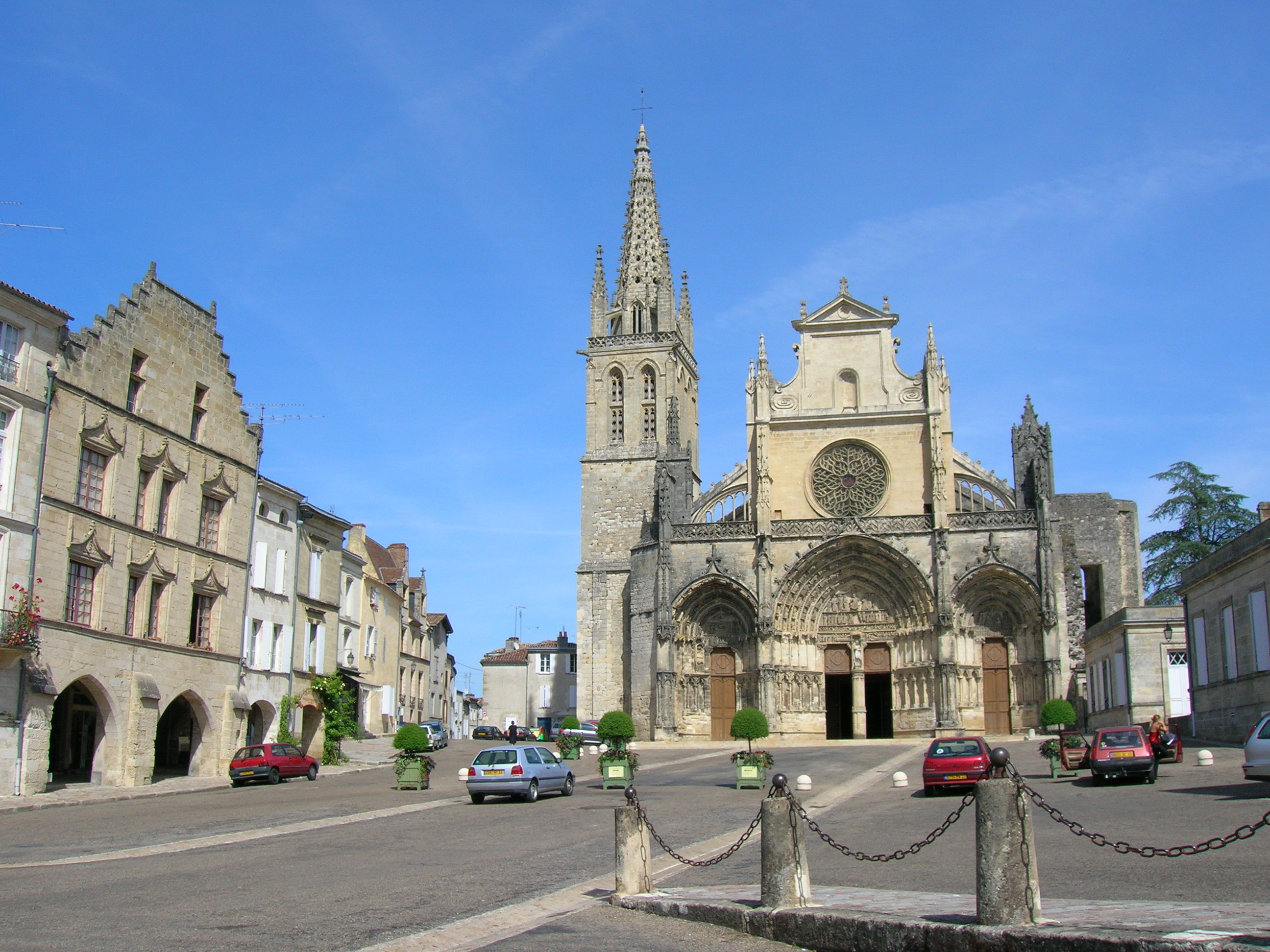
Place de la Cathédrale

Bazas [bazas] (irisch Basats) ist eine französische Kleinstadt mit 4819 Einwohnern (Stand 1. Januar 2022) im Département Gironde in der Region Nouvelle-Aquitaine. Bazas liegt am Jakobsweg (Via Lemovicensis) nach Santiago de Compostela und war bis zum Ende des 18. Jahrhunderts Bischofssitz.
Der Name Bazas leitet sich von civitas basatica her, „Stadt der Vasaten“. Ihr antiker Name war Cossium, eine Latinisierung des aquitanischen *koiz, gascognisch Coç = „Hügel“.

## Lage und Klima
Das etwa 80 m hoch gelegene Städtchen Bazas liegt ca. 15 km (Fahrtstrecke) südlich von Langon und gut 60 km südöstlich von Bordeaux in den sanften Hügeln am Fuße der Wälder der Landes de Gascogne. Der Ort wird vom Fluss Beuve durchquert. Das Klima ist gemäßigt bis warm; Regen (ca. 775 mm/Jahr) fällt über das Jahr verteilt.

## Bevölkerungsentwicklung
| Jahr                       | 1800 | 1851 | 1901 | 1954 | 1999 | 2019 |
| Einwohner                  | 4215 | 4627 | 4695 | 4239 | 4357 | 4801 |
| Quellen: Cassini und INSEE |      |      |      |      |      |      |

Trotz der Reblauskrise im Weinbau und der Mechanisierung der Landwirtschaft ist die Einwohnerzahl der Kleinstadt weitgehend konstant geblieben.

## Wirtschaft
In der Region wird Landwirtschaft, darunter auch Weinbau und Viehzucht betrieben; die Wälder im Südosten ermöglichen eine umfangreiche Holzwirtschaft. Hier wird eine Rinderrasse mit dem Namen Bazadaise gezüchtet, die Stadt unterhält einen Schlachthof. Bazas hat eine Reihe von kleineren Industriebetrieben in den Bereichen Metall, Holz, Lebensmittel, Keramik und Textil.

## Geschichte
Die Existenz einer befestigten Siedlung an dieser Stelle ist seit Beginn der Eisenzeit nachgewiesen. Der Besitz einer Mauer mit monumentalen Toren verschaffte ihr schon bald eine militärische Bedeutung sowie eine gewisse Überlegenheit.
Als Sitz eines Präsidialgerichts hatte es zudem zentrale administrative und rechtliche Funktionen, so dass es sich sehr schnell als einflussreichster Ort der Region etablieren konnte. Seinem Ruf verdankte es den Besuch so illustrer Persönlichkeiten wie Richard Löwenherz und Kaiser Karl V.
Während des Hundertjährigen Krieges war Bazas zwischen Frankreich und England umkämpft. Seit 1441 gehörte es wieder zu Frankreich.
Im Jahr 1562 während der Hugenottenkriege eroberte der protestantische Heerführer Durfort (von Duras) die Stadt. Er ließ den katholischen Geistlichen die Lippen abschneiden.
Ludwig XIV. übernachtete bei seiner Rückkehr aus Saint-Jean-de-Luz, wo er im Jahr 1660 Maria Teresa von Spanien geheiratet hatte, in der Stadt.
Bazas erhielt sich aus dieser goldenen Zeit herausragende Bauwerke. Unter ihnen ist die gotische ehemalige Kathedrale St. Jean-Baptiste das wichtigste, die seit 1840 als Monument historique eingestuft ist. Sie wurde zwischen dem 11. und 14. Jahrhundert errichtet und in den Jahren 1583 bis 1605 wieder aufgebaut.
Bazas war bis 1926 auch der Name eines Arrondissements, als es zu Gunsten des Arrondissement Langon aufgelöst wurde, zu dem auch das Arrondissement La Reole hinzugeschlagen wurde.
Siehe auch: Liste der Bischöfe von Bazas

## Sehenswürdigkeiten

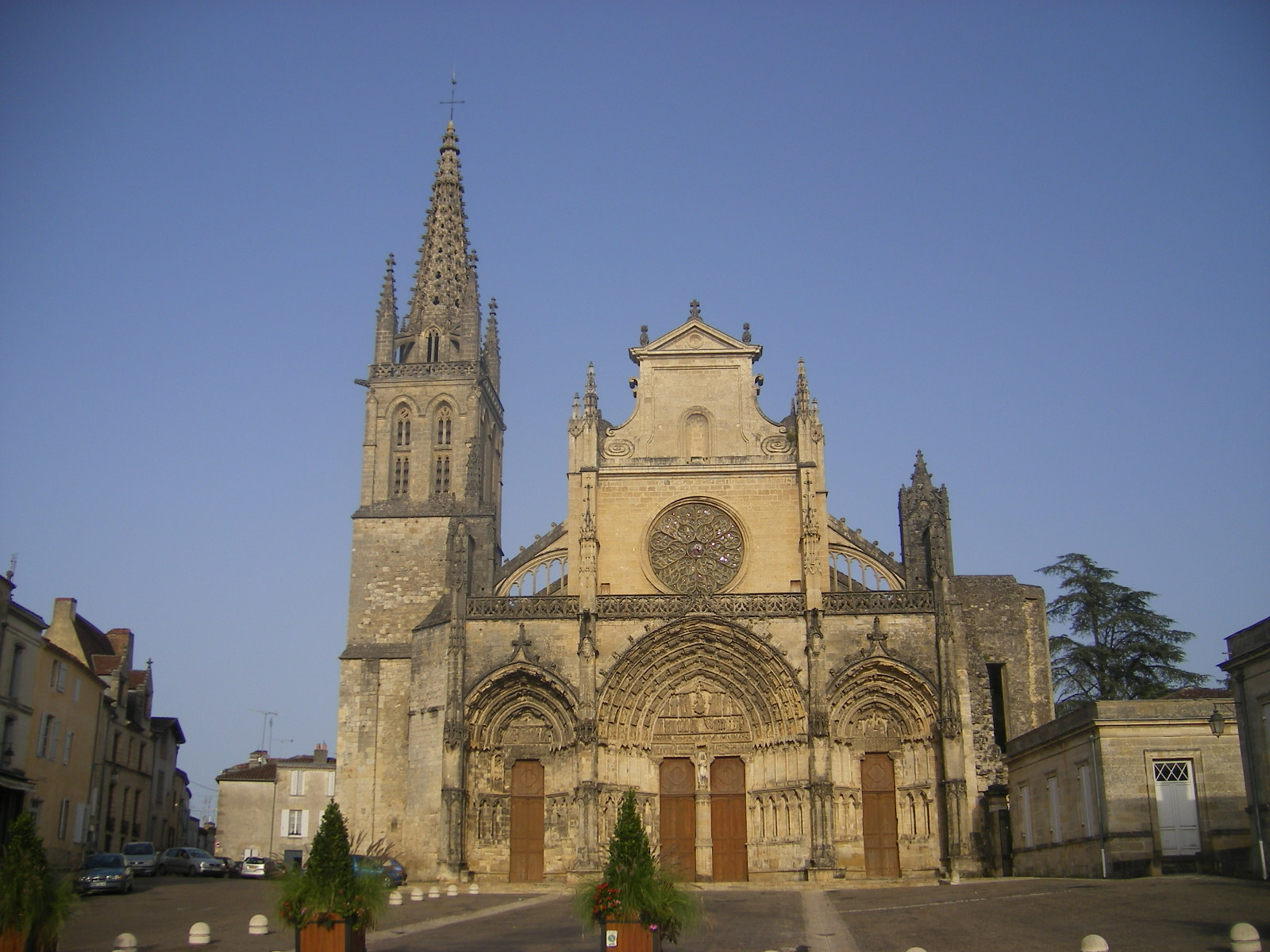
Kathedrale

Am zentralen Platz steht die Kathedrale Saint-Jean-Baptiste (Johannes der Täufer). Dieses 83 m lange Bauwerk unterliegt als Monument historique dem Denkmalschutz und ist seit 1998 Teil des Weltkulturerbes der UNESCO „Wege der Jakobspilger in Frankreich“.
Die Kathedrale wurde im 13. und 14. Jahrhundert nach dem Vorbild der großen nordfranzösischen Kathedralen errichtet. Ihren ursprünglichen Ruf erreichte sie durch eine dort aufbewahrte Reliquie mit dem Blut Johannes des Täufers. 1561 wurde sie von Hugenotten verwüstet, das dreifache Portal, eines der schönsten Beispiele der Bildhauerkunst der Gironde, konnte jedoch vor der Zerstörung gerettet werden. Mit Geld des französischen Parlamentes und unter großem persönlichen Einsatz des Bischofs Arnaud de Pontac konnte die Kirche zwischen 1583 und 1605 wieder aufgebaut werden.
In der Zeit der Französischen Revolution ging die Johannes-Reliquie verloren. Der Kreuzgang wurde zerstört, ebenso wie Mobiliar und Chorgitter. Die Letzteren konnten im 19. Jahrhundert durch Spenden ersetzt werden, darunter vor allem ein Altar aus der Zisterzienser-Abtei von Rivet.

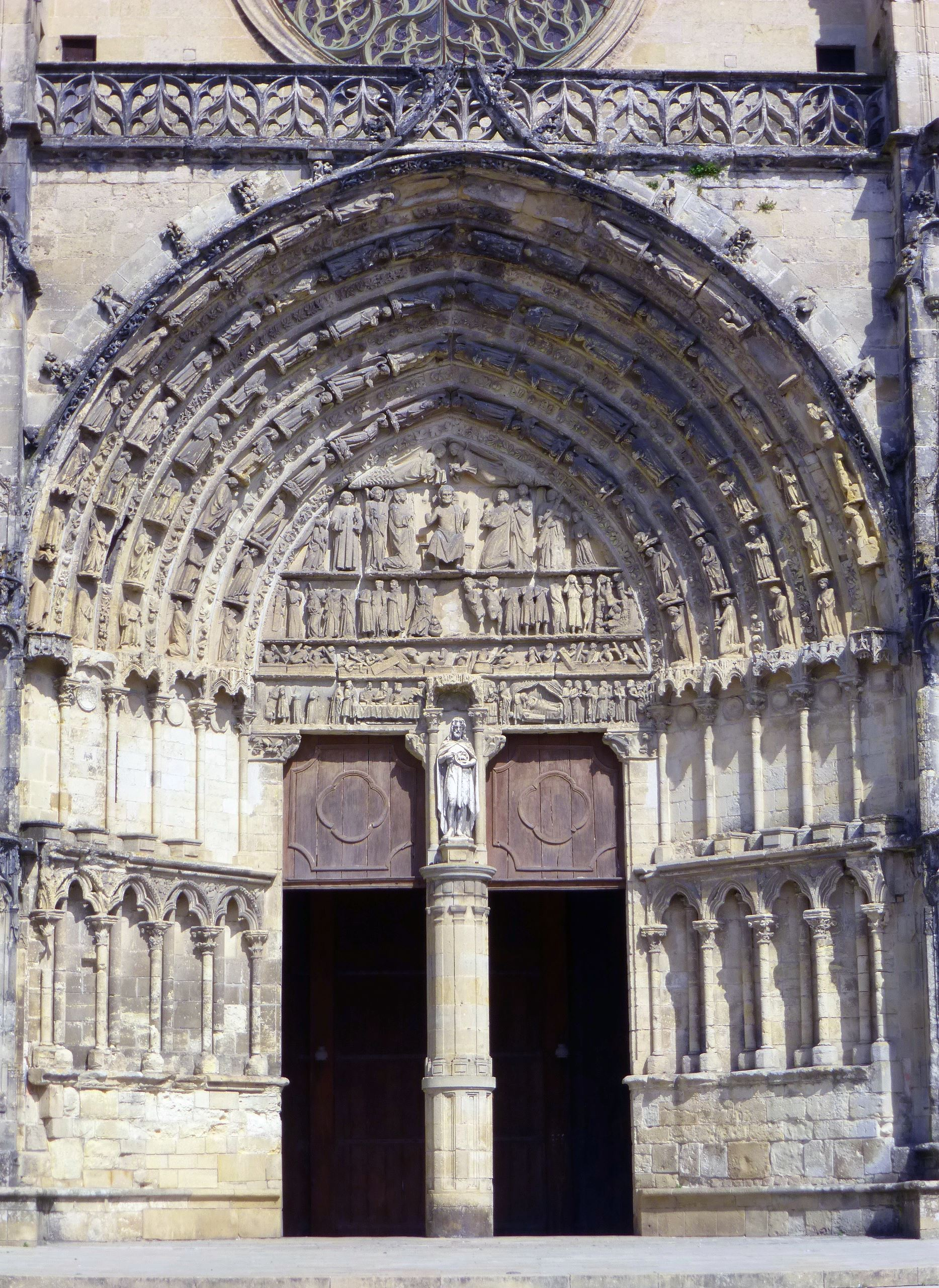
Westportal der Kathedrale

Das zentrale Portal zeigt das Jüngste Gericht sowie die Geschichte von Johannes dem Täufer. Das Innere des Baus ist bemerkenswert durch sein langes Kirchenschiff.
Weitere Sehenswürdigkeiten:
- bischöflicher Garten mit Überresten aus dem Zeitraum von der Eisenzeit bis ins 15. Jahrhundert
- Brèche, eine Ausfallpforte
- Sultansgarten mit Rosengarten
- Gisquet-Tor
- ehemaliges Präsidialgericht
- Markthalle im Rathaus
- Pferderennbahn aus dem 19. Jahrhundert
- Justizpalast aus dem 19. Jahrhundert, bis 2007 Sitz eines Amtsgerichtes (Tribunal d'instance)
- Ursulinenkloster aus dem 17. Jahrhundert
- Maison de l’Astronome (Monument historique)

Siehe auch: Liste der Monuments historiques in Bazas

## Partnerstädte
- Salvatierra-Agurain in der baskischen Provinz Álava in Spanien

## Persönlichkeiten
- Ausonius (* um 310; † 393 oder 394), spätantiker hoher gallo-römischer Staatsbeamter und Dichter
- Clemens V. (* zwischen 1250 und 1265; † 20. April 1314), Papst
- Arnaud de Pontac (1572–1605), Bischof von Bazas
- Edme Mongin (1668–1746), Bischof von Bazas und Mitglied der Académie française
- Anatole de Monzie (1876–1947), Politiker
- François Mauriac (1885–1970), Schriftsteller aus Bordeaux, hatte starke Bindungen an die südliche Gironde. In seinem Roman Die Tat der Thérèse Desqueyroux beschreibt er Bazas und sein Gericht.